# Phoebe Fox
Phoebe Mercedes Fox, född 16 april 1987 i Hammersmith, London, är en brittisk skådespelerska.
Fox har bland annat medverkat i TV-serierna The Great och The Hollow Crown. Hon har även medverkat i filmen Eye in the Sky.

## Filmografi (i urval)
- 2011 – En dag
- 2011 – Black Mirror (TV-serie)
- 2012 – Gamla snutar, nya spår (TV-serie)
- 2014 – Musketörerna (TV-serie)
- 2014 – War Game (TV-serie)
- 2014 – The Woman in Black 2: Angel of Death
- 2015 – Eye in the Sky
- 2016 – The Hollow Crown (TV-serie)
- 2018 – Blue Iguana
- 2019 – The Aeronauts
- 2020–2023 – The Great (TV-serie)